# مظنون (فیلم ۱۹۸۷)
مظنون (انگلیسی: Suspect) فیلمی در ژانر مرموز به کارگردانی پیتر ییتس است که در سال ۱۹۸۷ منتشر شد.

## بازیگران
- شر
- دنیس کواید
- لیام نیسون
- جانی ماهونی
- جو مانتگنا
- فیلیپ بوسکو
- بیل کوبس
- بیلی ویلیامز
- کاترین کر
- مایکل بیچ
- ریچارد گنت